# هنادي السعدي
هنادي السعدي (1973) ممثلة ومدبلجة سورية.

## عن حياتها
ترعرعت في دمشق في سوريا وبدأت التمثيل وعمرها 9 سنوات عندما حصلت على أول دور التلفزيون عام 1982 إلى جانب الممثلة منى واصف بعد انضمت لمجموعة من الأطفال السوريين الذين يعلمون في التلفزيون السوري للتمثيل. تألقت في التمثيل والغناء في المسرحيات المدرسية في مرحلتي المتوسطة والثانوية. عملت لفترة من حياتها كمراسلة أخبار في التلفزيون لقناة تلفزيونية لبنانية ولقد شاركت عدة مسلسلات في الدراما السورية. انتقلت إلى الولايات المتحدة في عام 2001، وحصلت على درجة الماستر في السينما والإنتاج التلفزيوني. شاركت في دبلجة الرسوم المتحركة للأطفال في مركز الزهرة ومن أشهر أدوارها ريمي في مسلسل دروب ريمي.

## الجوائز
- جائزة أفضل ممثلة طفلة في مسابقة المواهب الوطنية السورية للمدارس الابتدائية ولقد حققت الفوز بالجائزة لثلاث سنوات متتالية.
- حصلت على جائزة أفضل ممثلة في مهرجان مسرح الجامعة الوطنية في عام 1997.

## أدورها في الدوبلاج
| الدور                   | اسم المسلسل         |
| ----------------------- | ------------------- |
| ريمي                    | دروب ريمي           |
| نيكيتا                  | عهد الأصدقاء        |
| بوليت، والدة شارل وبابي | سندريلا             |
| ميس                     | القوة العظمى        |
| بوبي                    | تاما والأصدقاء      |
| لميس ووسام              | أسرار المحيط        |
| ؟؟؟                     | باص المدرسة العجيب  |
| ؟؟؟                     | سمبا                |
| سينيتا                  | بنات الميتم         |
| بوكاهونتاس              | بوكاهونتاس          |
| ؟؟؟                     | الطوفان             |
| ؟؟؟                     | أميرة القلعة        |
| هيكاري ووالدة توشي      | الإعصار             |
| مينا ووالدة مام         | مغامرات داي الشجاع  |
| أشرف                    | حكاية خمسة عشر ولداً |
| راما وفراس              | راسكال              |

## روابط خارجية
- هنادي السعدي على موقع قاعدة بيانات الأفلام العربية

- صفحة الممثلة هنادي السعدي على موقع السينما دوت كوم.